# شجرة البلوط

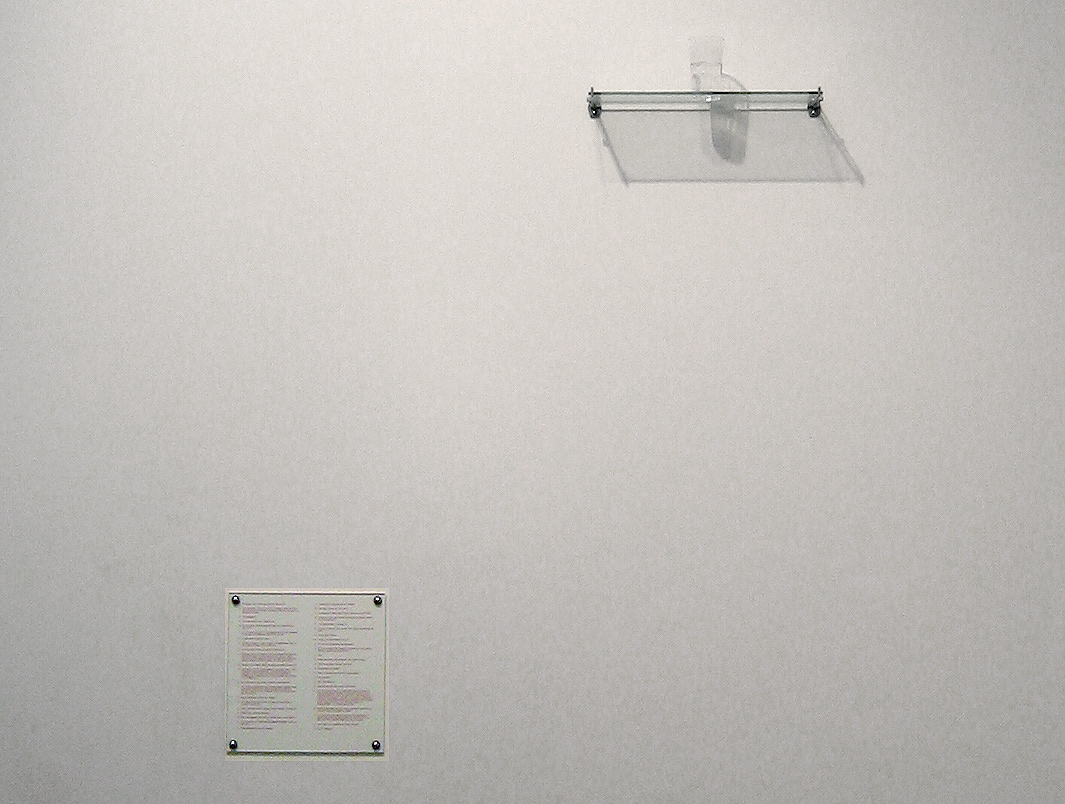
شجرة بلوط بقلم مايكل كريج مارتن. 1973

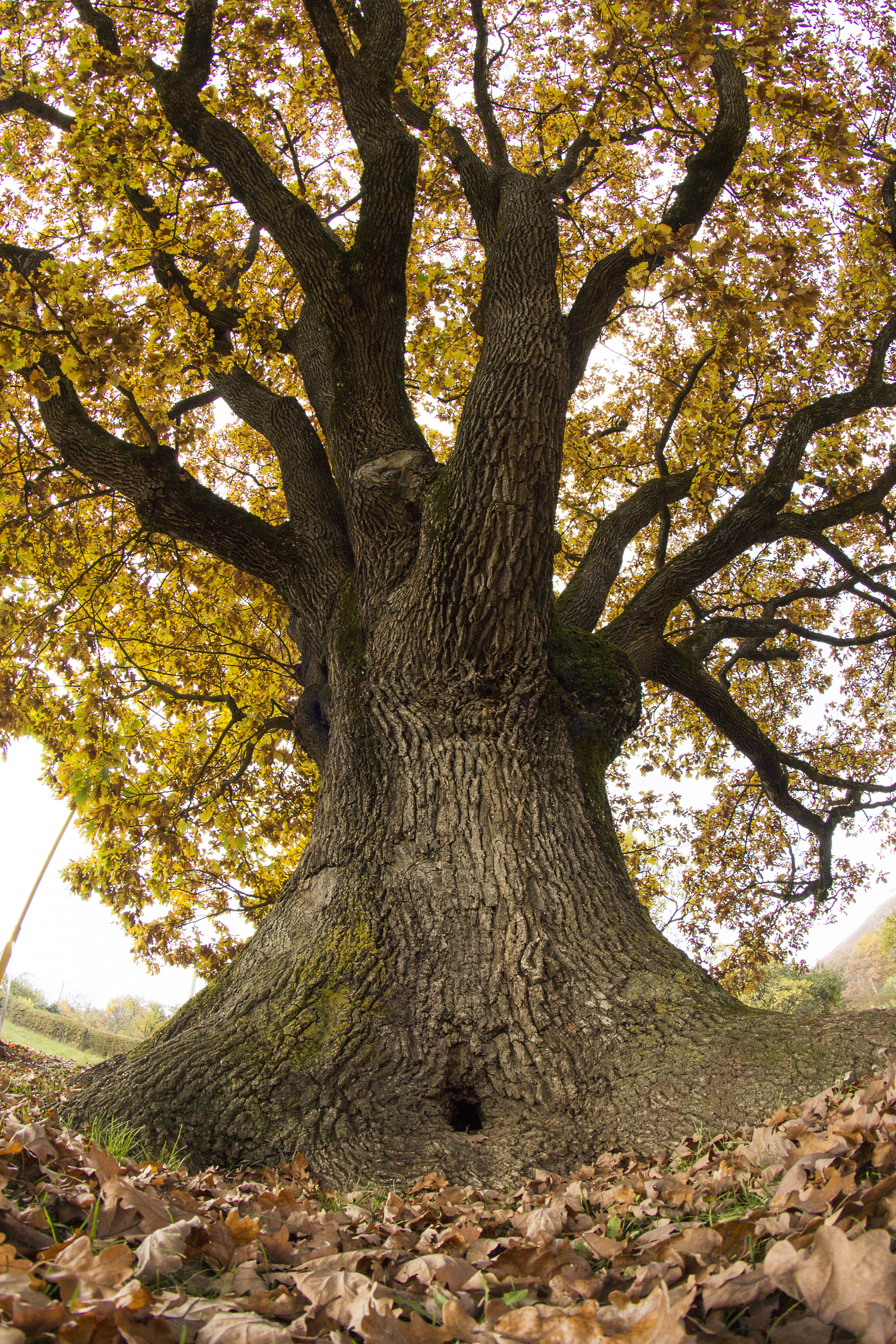
شجرة بلوط كاملة النمو

شجرة البلوط هي عمل فني مفاهيمي أنشأه مايكل كريج مارتن (من مواليد 1941) في عام 1973. القطعة الموصوفة بأنها شجرة بلوط مثبتة في وحدتين تركيب أصلي لكوب ماء على رف زجاجي على أقواس معدنية ترتفع 253 سم عن الأرض، ونص مثبت على الحائط. عند عرض النص لأول مرة، تم تقديمه على شكل نشرة.
يأخذ النص شكل سؤال وجواب حول العمل الفني، حيث يصف كريج مارتن تغيير "كوب من الماء إلى شجرة بلوط كاملة النمو دون تغيير حوادث كوب الماء"، ويوضح أن "شجرة البلوط الفعلية موجود جسديًا ولكن على شكل كوب ماء." نظر كريج مارتن إلى العمل الفني بطريقة تكشف عن عنصره الأساسي والأساسي الوحيد، وهو الإيمان الذي يتمثل في إيمان الفنان الواثق بقدرته على الكلام، وإيمان المشاهد الراغب في قبول ما يريد قوله.
قارنت صحيفة الكاثوليكية هيرالد العمل بعقيدة الروم الكاثوليك حول الاستحالة الجوهرية والحضور الحقيقي.
النسخة الأصلية موجودة في المعرض الوطني الأسترالي، ونسخة الفنان معارة إلى معرض تيت.

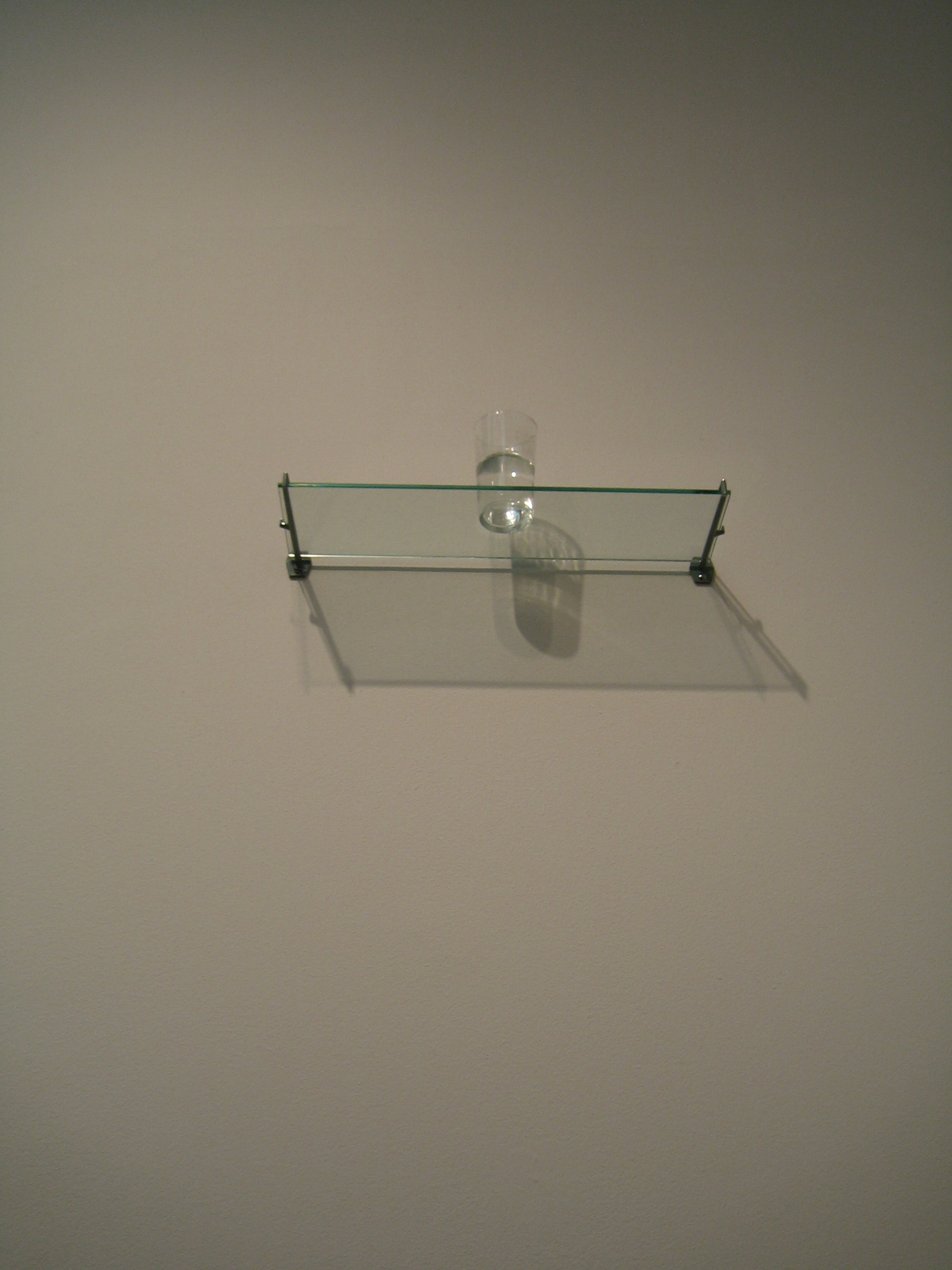
شجرة بلوط

## عمل فني
شجرة البلوط هي عمل فني أنشأه مايكل كريج مارتن في عام 1973، ويتم عرضه الآن مع النص المصاحب، الذي تم إصداره في الأصل كمنشور. النص مطبوع باللون الأحمر على الأبيض؛ الكائن عبارة عن زجاج دوراليكس فرنسي، يحتوي على الماء إلى المستوى الذي حدده الفنان والموجود على رف زجاجي، يبلغ ارتفاعه المثالي 253 سم مع أقواس مطلية باللون الرمادي غير اللامع مثبتة على الحائط. النص خلف الزجاج ومثبت على الحائط بأربعة مسامير. وشدد كريج مارتن على أن المكونات يجب أن تحافظ على مظهرها الأصلي وفي حالة تدهورها، يجب إعادة رش الأقواس واستبدال الزجاج والرف.
يحتوي النص على حجة سيميائية في شكل أسئلة وأجوبة، توضح أنه ليس كوبًا من الماء، بل "شجرة بلوط كاملة النمو"، تم إنشاؤها "دون تغيير حوادث الزجاج" من الماء." يُعرّف النص الحوادث بأنها "اللون، والملمس، والوزن، والحجم...". يتضمن النص عبارة "إنه ليس رمزً. لقد قمت بتغيير المادة المادية لكوب الماء إلى مادة شجرة بلوط. ولم أغير مظهرها. شجرة البلوط الفعلية موجودة فعليًا، ولكن في شكل شجرة بلوط". كأس من الماء." و "لن يكون من الدقيق تسميتها كأسًا من الماء. يمكن للمرء أن يطلق عليها أي شيء يرغب فيه ولكن هذا لن يغير حقيقة أنها شجرة بلوط." 
يتم التأكيد على المستحيل بشكل متعمد ويفحص النص استحالة التأكيد، والذي يستخدم فكرة الاستحالة الجوهرية بنفس الطريقة التي يستخدمها المعتقد الديني الكاثوليكي القائل بأن الخبز والخمر، مع الحفاظ على مظهرهما دون تغيير، يتحولان إلى جسد المسيح ودمه. يتمتع كريج مارتن بخلفية كاثوليكية  وكان صبي المذبح. وهو يرى أن إيمان كل من الفنان والمشاهد له مكان رئيسي في الفن، وأنه في شجرة البلوط "قام بتفكيك العمل الفني بطريقة تكشف عن عنصره الأساسي والأساسي الوحيد"، وهو هذا الاعتقاد.
كانت شجرة البلوط نقطة تحول في تطوره الفني: قبل ذلك كان اهتمامه منصبًا على التفكيك، وبعد ذلك كان "يحاول تجميع القطع معًا مرة أخرى". في وقت لاحق، باستخدام منطق نافورة مارسيل دوشامب، عمل مع رسومات الأشياء النفعية والمساحات المسطحة من الألوان، بهدف التخلص من المعنى، وهو "مستمر وغير مستقر على حد سواء"، على الرغم من أنه ذكر أن حاجة الناس إن إنشاء ارتباطات ومعاني يجعل هذا الهدف غير قابل للتحقيق.

## تاريخ
تم عرض شجرة البلوط لأول مرة في معرض لأعمال مارتن في معرض روان، قبالة شارع بوند، لندن، في عام 1947 افترض العديد من الزوار أن كريج مارتن كان يلعب الحيلة النهائية، حيث لا يبدو أن هناك أي دليل على وجود عمل معروض في المعرض ذو الجدران البيضاء. ومع ذلك، كان يوجد في أعلى الحائط كوب من الماء والرف الزجاجي
للعمل "شجرة بلوط". في هذا الوقت كان النص المصاحب متاحًا في شكل نشرة.
تم شراء النسخة الأصلية من قبل المعرض الوطني الأسترالي في كانبيرا عام 1977؛ تمت إعارة نسخة الفنان إلى معرض تيت في لندن من مجموعة خاصة منذ عام 2000.
قال كريج مارتن: "لقد حظيت شجرة البلوط بحياة رائعة كعمل فني. وهي تُعرض دائمًا تقريبًا في مكان ما، وقد عُرضت في جميع أنحاء العالم - وقد تُرجم النص إلى 20 لغة على الأقل. المكان الوحيد الذي تُعرض فيه لم يتم عرضه مطلقًا في الولايات المتحدة."
وقد منع المسؤولون الأستراليون ذات مرة دخول البلاد باعتبارها "نباتات". أُجبر كريج مارتن على إخبارهم أنه كان بالفعل كوبًا من الماء. وقال: "لقد كانت بالطبع حادثة مضحكة بشكل رائع، خاصة لأنها امتدت إلى "الحياة الواقعية" للمناقشة حول الإيمان والشك، والحقيقة والخيال التي كنت أتناولها في العمل".
تم عرض نسخة الفنان بواسطة غاليري غاغوسيان في معرض الفن الفريزي عام 2021 في لندن.
تم عرض "شجرة البلوط" لأول مرة في آسيا في مايو 2022 في متحف هانغارام للفنون في جنوب سيول، في المعرض الاستعادي الفردي لكريج مارتن "هنا والآن".

## رد فعل حاسم
تعتبر شجرة البلوط عملاً فنيًا مشهورًا، والتي يقول المتحف الأيرلندي للفن الحديث إنها تعتبر الآن نقطة تحول في تطور الفن المفاهيمي، على الرغم من أنها قوبلت في البداية بالمفاجأة، إن لم يكن بالازدراء. وقد وُصِف بأنه "التشكيك في طبيعة الواقع".
تنص موسوعة ستانفورد للفلسفة على أن "الفشل في اعتباره عملاً فنيًا عظيمًا لأنه فشل في خلق نوع جمالي مميز من المتعة لا يقوض المشروع على الإطلاق. الفن المفاهيمي، كما نعلم الآن، يدور حول نقل المعنى من خلال وسيلة مركبة، وعدم تزويد جمهورها بتجارب الجمال، على سبيل المثال. أي هجوم على هذه السمة الأساسية للفن المفاهيمي لا يستهدف عملاً فنيًا فرديًا بقدر ما يجد خطأً في التقليد الفني نفسه.
في محاضرة ريتشارد ديمبلبي التي ألقاها في 23 نوفمبر 2000، قال السير نيكولاس سيروتا: "قد لا نعجب بعمل كريج مارتن، لكنه يذكرنا بالتأكيد بأن تقدير كل الفنون ينطوي على فعل إيماني مماثل للاعتقاد بأن، من خلال وبالاستحالة، يصبح خبز المناولة المقدسة وخمرها جسد المسيح ودمه."
قال داميان هيرست: "أعتقد أن هذه القطعة هي أعظم قطعة من النحت المفاهيمي، وما زلت لا أستطيع إخراجها من رأسي."
وصف ريتشارد كورك عرضه الأصلي في عام 1974 بأنه "أحد أكثر اللحظات تحديًا" في الفن المعاصر.
قال أنتوني كارو: "بعض الأشياء التي تسمى فنًا هي مجرد أشياء غبية للغاية. أعني، "كوب الماء هذا يشبه شجرة البلوط". كما يعارضها الناقد الفني ديفيد لي ومؤسسو حركة ستاكيزم الفنية، بيلي تشايلدش وتشارلز طومسون.
ردًا على مدح نايجل جوسلينج للعمل، قال جايلز أوتي: "كيف سيكون رد فعل الناقد نفسه إذا تم إرسال دلو من الماء بدلاً من ذلك، عند طلب ألواح من خشب البلوط لمبنى خارجي؟ هل كان يفكر بلطف في" مياه الهوية الخفية والغامضة - أو إجراء تأملات فورية على الصحة العقلية لموردي الأخشاب لديه؟" تساءل بريان سيويل لماذا كانت "المعجزة" "عملًا فنيًا مناسبًا فقط للمعرض، وليس بعض الأشياء المعجزة المبجلة في الكنيسة؟"
كتب مايكل دالي أن العمل "لم يكن تصويرًا ماهرًا تم الحصول عليه بشق الأنفس للزجاج والرف" وأنه لمدة عشرين عامًا "بدلاً من السخرية من العروض الطنانة والمخادعة التي يقدمها كريج مارتن وأمثاله، تملق النقاد وأثى عليهم."

## أعمال مشتقة

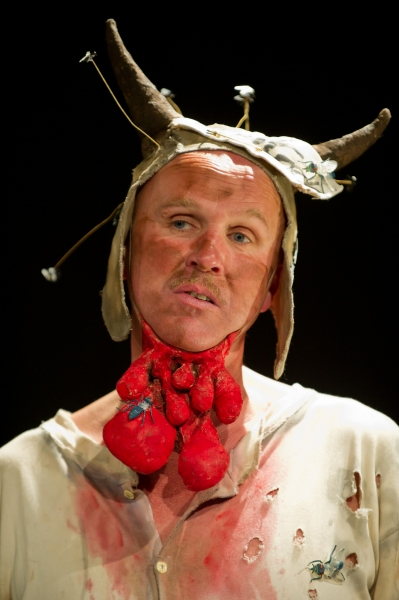
تيم كراوتش

كتب تيم كراوتش وأدى مسرحية تحمل اسمه لاقت استحسان النقاد في نيويورك ولندن. يتميز الفنانين الصغار (جون كيك و دارين نيف) بنسخة ليجو في "الفن جنون الأمة". تم الاستشهاد بشجرة البلوط باعتبارها ذات تأثير مهم في مقالة رامزي ديوكس "أربعة أكواب من الماء" التي نُشرت لأول مرة في مجلة الدراسة الأكاديمية للسحر العدد 2، 2004.

## أنظر أيضا
- نظرية المادة

## روابط خارجية
- مقابلة جون توسا مع مايكل كريج مارتن نسخة محفوظة 2009-01-06 على موقع واي باك مشين.
- "العيش في رأسك: المفهوم والتجربة في بريطانيا، 1965-1975" منتدى الفن، صيف 2000 بقلم جيمس ماير.